# آلفردو دو سانتوس
آلفردو دو سانتوس (پرتغالی: Alfredo II; ۱ ژانویهٔ ۱۹۲۰ – ۲۳ اکتبر ۱۹۹۷) بازیکن فوتبال اهل برزیل بود.
از باشگاه‌هایی که در آن بازی کرده‌است می‌توان به باشگاه ورزشی واسکو دوگاما و باشگاه فوتبال فلامینگو اشاره کرد.
وی همچنین در تیم ملی فوتبال برزیل بازی کرده‌است.